# Percy Buck
Pour les articles homonymes, voir Buck.
Sir Percy Carter Buck est un compositeur, écrivain, organiste et professeur de musique britannique, né le 25 mars 1871 à Londres et mort le 3 octobre 1947 dans la même ville.

## Biographie
Il est né à Londres et a suivi des études à la Merchant Taylors' School ainsi qu'au Royal College of Music. Il a été l'organiste du Worcester College d'Oxford de 1891 à 1894, de la Cathédrale de Wells de 1896 à 1899 et de la Cathédrale de Bristol de 1899 à 1901. Il a été ensuite directeur musical de la Harrow School, jusqu'en 1927. 
De 1910 à 1920, il a été professeur de musique au Trinity College de Dublin. En 1925, il est devenu professeur de musique à l'Université de Londres. Il a aussi enseigné au Royal College of Music. De 1927 à 1936, il a été conseiller au London County Council. Il a été fait chevalier en 1937, en prenant sa retraite de professeur à Londres. 
En 1926, il a créé un programme d'enseignement musical pour la jeunesse, avec Angela Bull. De nombreux étudiants talentueux ont suivi ce programme, et certains le suivent encore aujourd'hui. Buck a enseigné la composition et a supervisé des enseignants. Ses propres compositions comptent un quintet pour piano, un quintet pour cordes, une sonate pour violon, un quartet pour piano, trois sonates pour orgue, et de nombreuses autres pièces instrumentales et vocales pour piano. 
Il a édité The English Psalter (Londres, 1925) avec Charles MacPherson. Il a édité le Tudor Church Music et a révisé le Oxford history of music, pour lequel il a créé un volume d'introduction en 1929. Les manuscrits de ses premiers travaux ont été détruits durant la Seconde Guerre mondiale. Ses deux ouvrages, Oxford Song Book (1929) et Psychology for Musicians (1944), sont des classiques.

## Publications
- The organ: a complete method for the study of technique and style, Londres, 1909.
- Unfigured harmony, Oxford, 1911.
- Organ playing, Londres, 1912.
- The first year at the organ, Londres, 1913.
- Acoustics for musicians, Oxford, 1918.
- The Scope of music, Oxford, 1924.
- A history of music, Londres, 1929.
- Psychology for musicians, Londres, 1944.